# Jo Nacola
Ratu Joeli Mesake Nacola, dit « Jo Nacola », né en 1941 ou 1942, est un écrivain, universitaire et homme politique fidjien.

## Biographie
Titulaire d'un Master de l'université de Waikato en Nouvelle-Zélande, il suit également des études théâtrales à l'université d'Exeter en Angleterre. En 1969 il est l'un des deux seuls Fidjiens, avec Satendra Nandan, à être enseignant fondateur de l'université du Pacifique Sud aux Fidji, où il enseigne la littérature de langue anglaise. Il y co-fonde et préside la Société des Arts créatifs du Pacifique Sud,,,. En 1976 est publié I, Native no more, recueil de trois courtes pièces de théâtre en anglais dont il est l'auteur.
Fait membre du Sénat en octobre 1976 par le Premier ministre Ratu Kamisese Mara, il le quitte en 1978. Il est élu député à la Chambre des représentants avec l'étiquette du Parti travailliste aux élections de 1987, et est nommé ministre des Industries primaires (agriculture, pêcheries et forêts) par le nouveau Premier ministre Timoci Bavadra,,. Seul chef autochtone au gouvernement, il n'exerce cette fonction de ministre qu'un mois, le gouvernement Bavadra étant renversé par un coup d'État militaire. Il retourne alors au métier d'enseignant, cette fois dans l'enseignement secondaire.
Il se présente avec succès comme candidat indépendant aux élections législatives de 1992, mais rejoint par la suite le parti Soqosoqo ni Vakavulewa ni Taukei du Premier ministre Sitiveni Rabuka et est nommé ministre des Femmes, de la Culture, de la Sécurité sociale et des Affaires multi-ethniques. Réélu député aux élections anticipées de 1994, il est nommé ministre de l'Information, toujours dans le gouvernement de Sitiveni Rabuka, en juillet 1996. À ce poste, il défend publiquement la liberté de la presse. Il critique les médias pour leur sensationnalisme et leur manque de respect envers les chefs coutumiers, mais affirme que la sensibilité culturelle à cet égard ne peut pas justifier de censure de la part du gouvernement.
À sa retraite, il s'établit dans le village de Nakorotubu, dans la province de Ra.